# Ediz
Ediz ist ein türkischer männlicher und weiblicher Vorname mit der Bedeutung „der bzw. die Erhabene“.

## Namensträger
- Ediz Bahtiyaroğlu (1986–2012), bosnisch-türkischer Fußballspieler
- Ediz Hun (* 1940), türkischer Schauspieler, Dozent und Politiker